# Rundfunkjahr 1986

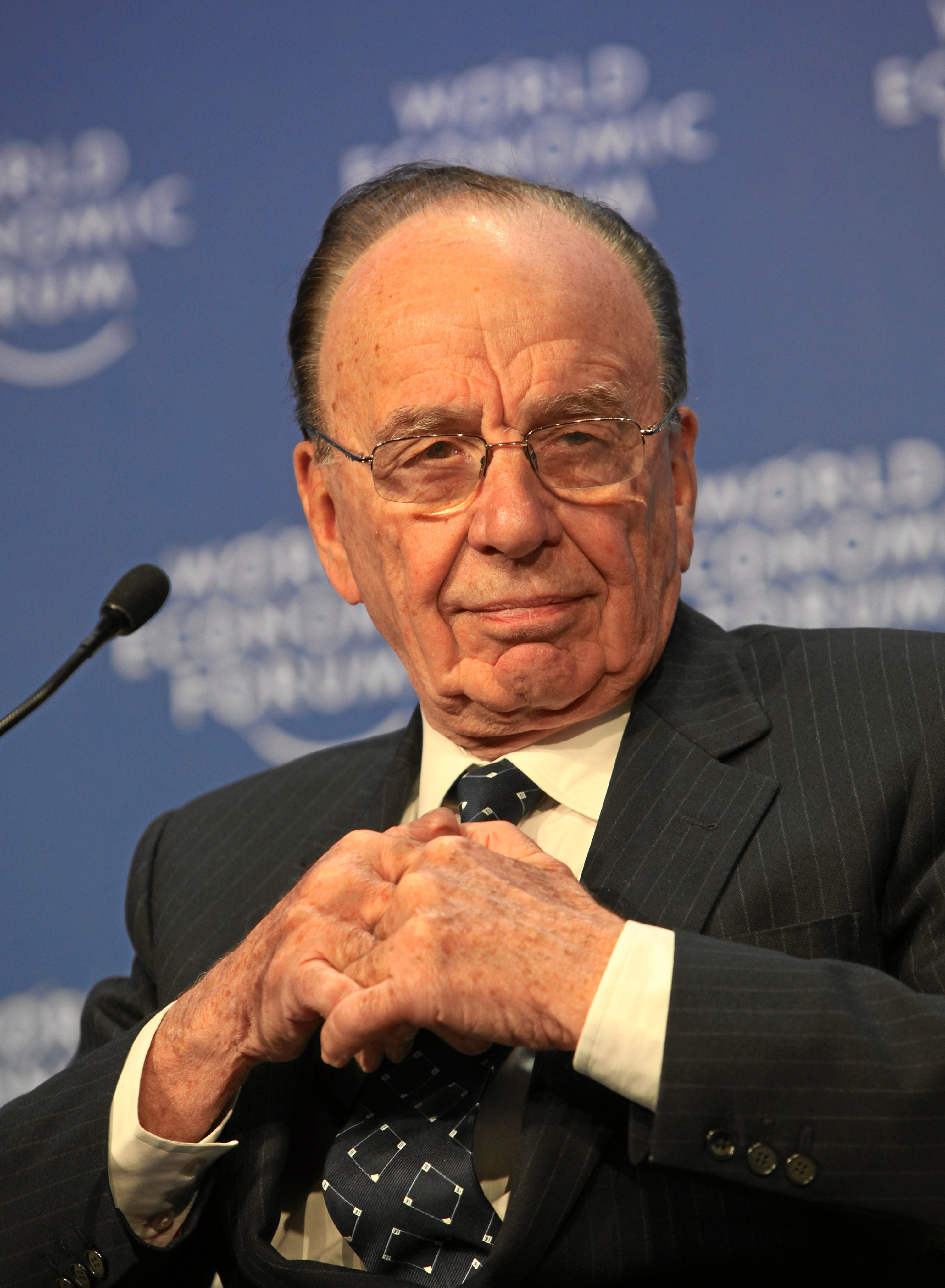
1986: Der australische Medienunternehmer Rupert Murdoch gründet FOX

Liste der Rundfunkjahre

◄◄ | ◄ | 1982 | 1983 | 1984 | 1985 | Rundfunkjahr 1986 | 1987 | 1988 | 1989 | 1990 | ► | ►►

Weitere Ereignisse

## Allgemein
- Panasonic bringt den analogen MII-Videostandard[1] als Antwort auf das im Fernsehen weitverbreitete Betacam-System von Sony auf den Markt. Dieses Format wurde vor allem von amerikanischen und japanischen Fernsehanstalten für die aktuelle Berichterstattung bis in die späten 1980er-Jahre genutzt.
- Sony stellt Betacam SP, eine Weiterentwicklung von Betacam vor. Das Format gehört bei zahlreichen Fernsehanstalten bis weit in die 1990er-Jahre zum Standard.
- 2. März – Mit einer in der Zeitschrift profil erscheinenden Artikelserie Waldheim und die SA des österreichischen Journalisten Hubertus Czernin beginnt die Waldheim-Affäre.
- 14. April – In Hamburg gründet sich der Chaos Computer Club (CCC) als eingetragener Verein (e. V.), ein Zusammenschluss von Hackern, der sich für das Recht auf „grenzüberschreitende Kommunikationsfreiheit“ einsetzt.
- Juni – Der französische Premierminister Jacques Chirac schlägt die Privatisierung einer der drei öffentlich-rechtlichen Fernsehsender in Frankreich vor. Die Wahl fällt schließlich auf TF1.
- 4. November – Das deutsche Bundesverfassungsgericht stellt in seinem 4. Rundfunk-Urteil fest, dass privater Rundfunk unter bestimmten Bedingungen in der Bundesrepublik zulässig sei.[2]

## Hörfunk
- Auf Radio DDR II startet REM, eine der ersten Computersendungen im deutschsprachigen Hörfunk.
- 9. Februar – Der ORF-Hörfunk strahlt die letzte Ausgabe der seit 1946 gesendeten Sonntagvormittagmatinee Was gibt es neues? aus.

Logo DT64

- 7. März – Das Jugendprogramm des DDR-Rundfunks, DT64, wird zu einer eigenständigen, vierten DDR-Hörfunkkette.
- 30. April – Vier unterschiedliche Radiosender in Rheinland-Pfalz gehen auf Sendung:[3] PRO Radio 4, Radio85, RPR und der Linksrheinische Rundfunk (LR). Sie senden auf einer Senderkette zu verschiedenen Zeiten, das sogenannte Frequenzsplitting. Während PRO Radio 4 und RPR kommerziell orientierte Sender sind, bringt der in Mainz ansässige LR ein alternatives und kommerzielles Radioprogramm. Sie fusionieren schließlich alle drei zu Radio RPR, dem ersten landesweiten privaten Hörfunkprogramm Deutschlands.
- September – Anlässlich des 200. Jahrestages der Reise Goethes nach Italien beginnt in der Ö3-Sendung Die Musicbox die von Michael Schrott gestaltete Reisedokuserie Italienische Reisen, die auf den Spuren Goethes die Gegenwart Italiens und seine Probleme auslotet.[4]
- 1. Juli – Radio Schleswig-Holstein (RSH) nimmt den Sendebetrieb auf. RSH gilt als erster landesweiter private Radiosender mit einem 24-Stunden-Vollprogramm.
- 6. Oktober – hr4 geht als viertes Hörfunkprogramm des Hessischen Rundfunks auf Sendung.
- 22. Oktober – Die Verkehrsreporterin Jane Dornacker des New Yorker Senders WNBC stirbt bei einem Helikopterunfall, während sie live auf Sendung ist.
- 1. Dezember – Bremen Vier nimmt als viertes Hörfunkprogramm von Radio Bremen seinen Betrieb auf.
- 3. Dezember – In Nürnberg nehmen vier lokale Hörfunksender ihren terrestrischen Sendebetrieb auf: Radio F und Radio Charivari (beide seit Februar im Kabelnetz empfangbar, Charivari bisher unter dem Namen Neue Welle Franken), sowie neu Radio N1 (Kabel ab 1. Dezember) und Radio Gong.
- 31. Dezember – Radio Hamburg geht auf Sendung.

## Fernsehen

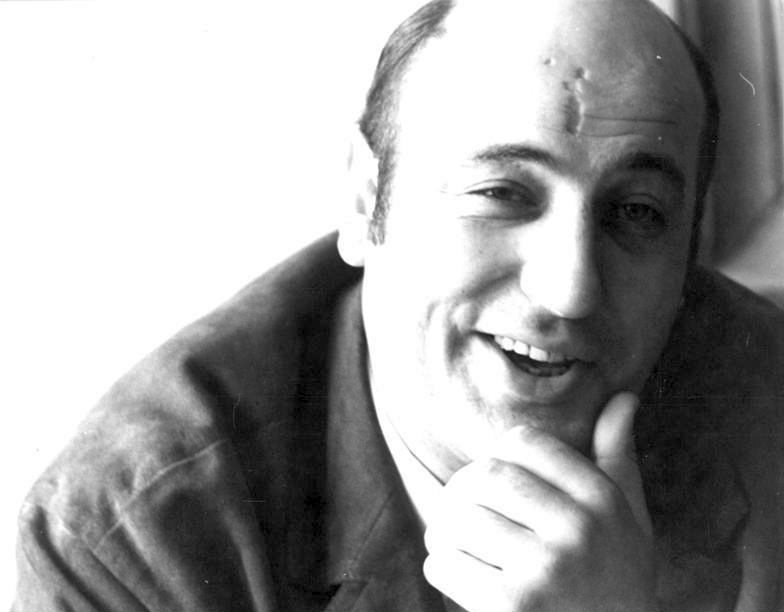
Manfred Krug ist erstmals in der Rolle des Anwalts Robert Liebling in der Fernsehserie Liebling Kreuzberg zu sehen

- 4. Januar – Die US-Krimiserie Simon & Simon ist zum ersten Mal im Ersten Deutschen Fernsehen zu sehen.
- 24. Januar – Bei der Vergabe der 43. Golden Globes werden die Fernsehserien Mord ist ihr Hobby und Golden Girls ausgezeichnet.
- 29. Januar – Die ARD sendet ihre bis dahin teuerste Show Die Zukunft hat Geburtstag – 100 Jahre Automobil und erntet vernichtende Kritiken.
- 14. Februar – Der US-amerikanische Musiker Frank Zappa hat als Unterweltboss Mr. Frankie einen Gastauftritt in der Krimiserie Miami Vice.
- 17. Februar – Die ARD strahlt die erste Folge der Unterhaltungsserie Liebling Kreuzberg mit Manfred Krug in der Rolle des Rechtsanwalts Robert Liebling im Ersten Deutschen Fernsehen aus.
- 20. Februar – In Frankreich startet mit dem von Silvio Berlusconi initiierten Sender La Cinq die erste private Fernsehkette des Landes.
- 23. Februar – Das DDR-Fernsehen strahlt die erste Folge der selbstproduzierten Serie Treffpunkt Flughafen aus.
- 8. März – Im WDF des WDR ist die Livesendung Gut drauf! zu sehen.
- 15. März – Die letzte Folge der Unterhaltungsshow Auf Los geht’s los wird ausgestrahlt.
- 15. März – Das Erste Deutsche Fernsehen strahlt die letzte Rockpalast Nacht aus.
- 29. März – Start des Kulturkanals der ARD 1 Plus.
- 30. März – Die Pannenshow Pleiten, Pech und Pannen von Max Schautzer wird erstmals im Ersten Deutschen Fernsehen ausgestrahlt.
- 1. April – Der ORF überträgt eine Liveausgabe der Diskussionsreihe Club 2 aus Moskau. Gastgeber Paul Lendvai diskutiert zu dem Thema Die Sowjetunion heute unter anderem mit Erhard Busek und Hans Rauscher.
- 6. April – Das ZDF übernimmt zum ersten Mal Die dreibeinigen Herrscher
- 9. April – Im BFS des BR ist zum ersten Mal die englische Serie In besten Kreisen zu sehen.
- 17. April – Die deutsche Krimiserie Detektivbüro Roth hat bei der ARD im Ersten Deutschen Fernsehen Premiere.
- 21. April – Im WDR ist die Dokumentation Die armenische Frage existiert nicht mehr von Ralph Giordano zu sehen. Der Film über den Völkermord an den Armeniern führt zu so heftigen Protesten von türkischer Seite, dass dieser zwei Jahrzehnte lang nicht mehr ausgestrahlt wird und im Remota-Archiv des Senders verschwindet.[5]
- 22. April – Die US-Actionserie Airwolf hat Premiere bei Sat.1.
- 24. April – Im ZDF startet erstmals Das waren Hits.
- 22. Mai – Der Bayerische Rundfunk blendet sich für die Dauer der Ausstrahlung des Scheibenwischers aus dem gemeinsamen Fernsehprogramm der ARD aus, da der Leitung die Inhalte des Kabaretts zu weit gehen.
- 26. Mai – Die Springfield Story startet exklusiv bei RTLplus.
- 2. Juni – Im Ersten Deutschen Fernsehen startet Die Montagsfamilie.
- 23. Juni – Auf ZDF startet die einstündige Krimiserie aus den USA Agentin mit Herz.
- 29. Juni – Die jährliche Sommerausgabe ZDF-Fernsehgarten feiert Premiere.
- 7. Juli – Bei RTLplus beginnt die Serie Das Tal der Pappeln.
- 3. September – Die deutsch-österreichische Serie Rette mich, wer kann ist beim ZDF zu sehen.
- 8. September – In den USA ist die erste Folge der Oprah Winfrey Show zu sehen.
- 9. September – Die Spionenserie aus Großbritannien Reilly – Spion der Spione ist zum ersten Mal im Ersten Deutschen Fernsehen zu sehen.
- 6. September – ORF 2 überträgt erstmals die Lottoziehung 6 aus 45 live.
- 22. September – Die Fernsehserie Kir Royal von Helmut Dietl hat Fernsehpremiere.
- 25. September – Die Kinderserie aus Polen Die Kinder vom Mühlental ist erstmals im Ersten Deutschen Fernsehen zu sehen.
- 25. September – Im ZDF beginnt die deutsche Fernsehserie S.Y. Arche Noah.
- 5. Oktober – Die deutsche Fernsehserie Lenz oder die Freiheit ist erstmals im Ersten Deutschen Fernsehen zu sehen.
- 8. Oktober – Im Ersten Deutschen Fernsehen ist erstmals die halbstündige Comedyshow Sender Frikadelle zu sehen.
- 9. Oktober – Die privatrechtliche, im Besitz der von Rupert Murdoch kontrollierten News Corporation stehende Fox Broadcasting Company nimmt in New York City ihren Betrieb auf. Der Sender produziert noch in den 1980er Jahren weltweite Publikumshits wie Eine schrecklich nette Familie oder Die Simpsons.
- 12. Oktober – Im Ersten Deutschen Fernsehen feiert die Kinderserie Janoschs Traumstunde ihre Premiere.
- 21. Oktober – Die Familienserie Die Wicherts von nebenan hat Premiere im ZDF.
- 22. Oktober – Der zweiteilige Fernsehfilm Segeln macht frei ist erstmals im Ersten Deutschen Fernsehen zu sehen.
- 24. Oktober – Beim ZDF ist die 10-teilige Miniserie aus Großbritannien und aus den USA Shaka Zulu zu sehen.
- 29. Oktober – Die Fernsehserie In bester Gesellschaft hat Premiere im BFS des BR.
- 31. Oktober – Der ORF strahlt den ersten Teil des dreiteiligen mit der ARD und dem Schweizer Fernsehen koproduzierten Fernsehfilms Mit meinen heißen Tränen über Stationen aus dem Lebens des Komponisten Franz Schubert aus.
- 24. November – Die brasilianische Telenovela Die Sklavin Isaura ist erstmals im Ersten Deutschen Fernsehen zu sehen.
- 4. Dezember – Das ZDF strahlt erstmals Kaum zu glauben aus.
- 6. Dezember – Im Ersten Deutschen Fernsehen ist die US-Serie Miami Vice in deutscher Erstausstrahlung zu sehen.
- 16. Dezember – Die Polizeiserie Großstadtrevier hat Premiere im Ersten Deutschen Fernsehen.
- 21. Dezember – Auf RTLplus startet die Science-Fiction-Serie Street Hawk.
- 31. Dezember – Bei RTLplus ist die australische Serie Bellamy zu sehen.

## Geboren
- 2. Juli – Lindsay Lohan, US-amerikanischer Kinderstar, Schauspielerin und Sängerin wird in New York City geboren.

## Gestorben
- 13. Januar – Carl Borro Schwerla, deutscher Autor, Journalist und Regisseur stirbt 82-jährig in seiner Geburtsstadt München. Er war über fünfzig Jahre für den Bayerischen Rundfunk und deren Vorläufer tätig. Er verfasste u. a. zahlreiche Hörspiele und volkstümliche Theaterstücke, wie beispielsweise Graf Schorschi und Die Mieterhöhung.
- 19. Januar – Leo Kowalski, deutscher Komponist und Pianist stirbt 74-jährig in Köln-Lindenthal. Er war von 1931 bis zu seiner Pensionierung im Jahre 1976 beim WDR und deren Vorläufer als Komponist (u. a. für Hörspiele) und Radio-Pianist tätig.
- 29. Januar – Jörg Mauthe, österreichischer liberal-konservativer Kulturpolitiker, Schriftsteller und Hörfunkredakteur (Satiresendung Der Watschenmann, 1950–1955, 1967–1974) stirbt 61-jährig in Wien.
- 6. März – Cläre Schimmel, deutsche Hörspielregisseurin, Schauspielerin und Opernsängerin stirbt 84-jährig in ihrer Geburtsstadt Stuttgart. Sie war von 1945 bis 1967 Oberspielleiterin beim SDR in Stuttgart.
- 9. April – Heinz Conrads, österreichischer Schauspieler, Wienerlied interpret und Rundfunkmoderator, stirbt 72-jährig in Wien.
- 26. April – Lou van Burg, deutsch-niederländischer Showmaster (Der goldene Schuß) stirbt 68-jährig in München.
- 18. Mai – Peter Wehle, österreichischer Kabarettist und Autor stirbt 72-jährig in Wien. Wehle gehörte zusammen mit Gerhard Bronner und Lore Krainer zum ersten Team der 1978 wiederbegründeten Kabarettsendung Der Guglhupf.
- 14. Juni – Marlin Perkins, US-amerikanischer Zoologe und Fernsehpersönlichkeit, stirbt 81-jährig im US-Bundesstaat Missouri. Perkins wurde durch die Naturfilmreihe Im Reich der wilden Tiere bekannt.
- 15. Juli – Florence Halop, US-amerikanische Schauspielerin und Comedian, stirbt 63-jährig. Halop wurde besonders in der von CBS und später von NBC produzierten Radiositcom Duffy’s Tavern bekannt.
- 18. September – Pat Phoenix,[6] britische Schauspielerin, stirbt 61-jährig bei Manchester. Phoenix wurde vor allem in der Rolle der Elsie Tanner in der Langzeitserie Coronation Street bekannt.
- 29. September – Helmut Qualtinger, österreichischer Kabarettist, Schriftsteller und Schauspieler, stirbt kurz vor seinem 58. Geburtstag in Wien.
- 26. Dezember – Elsa Lanchester, britische Schauspielerin stirbt 84-jährig in Woodland Hills, (Kalifornien).
- 26. Dezember – Herwig Walter, deutscher Schauspieler stirbt 75-jährig in Abenberg bei Nürnberg.